# Barbarista davidi
Barbarista davidi är en tvåvingeart som beskrevs av Rohacek 1993. Barbarista davidi ingår i släktet Barbarista och familjen sumpflugor.
Artens utbredningsområde är Zimbabwe. Inga underarter finns listade i Catalogue of Life.